# Chlorissa unilinearia
Chlorissa unilinearia là một loài bướm đêm trong họ Geometridae.